# 洛威
沃尔特·洛威（英語：Walter Lowe，可能姓刘，？—？），中国人，南京大都会酒店（Metropolitan Hotel）经理。南京大屠杀期间，留在南京。1937年11月22日—1938年4月25日，任国际红十字会南京委员会副主席。